# Anne Sullivan
Anne Sullivan Macy (även Annie), född Johanna Mansfield Sullivan 4 april 1866 i Agawam i Massachusetts, död 20 oktober 1936 i Forest Hills i Queens i New York, var en amerikansk lärare, mest känd som lärare och livskamrat till den dövblinda amerikanska författaren Helen Keller.

## Biografi
Anne Sullivan föddes i stadsdelen Feeding Hills i Agawam i Massachusetts. Sullivans föräldrar, Alice och Thomas Sullivan, hade invandrat från Irland under den stora svälten. I femårsåldern drabbades Sullivan av granulär konjunktivit, vilket gjorde henne nästan blind. Hennes mor avled i tuberkulos när Sullivan var åtta, och 1876 lämnade hennes far henne och hennes bror James (Jimmie) på det beryktade fattighuset Tewksbury. Sullivan bodde där under usla förhållanden fram till 1880, då hon 14 år gammal började på Perkins blindskola som leddes av greken Michael Anagnos – svärson till skolans grundare Samuel Gridley Howe. 
På blindskolan betraktades hon som en utböling. De andra flickorna var s.k. ’’WASPS’’, d.v.s. ’’White Anglo-Saxon Protestants’’ (vita anglosaxiska protestanter), för dem var bl.a. fattiga, irländare och katoliker endast värda förakt. 
I skolan lärde Sullivan sig brailleskrift, "kvadratskriften" (en typ av tryckstil som skrevs med blyertspenna) och handalfabetet för döva. I Perkins blindskola undervisade även den dövblinda läraren (och första dövblinda person som utbildats vid skolan) Laura Bridgman, som endast kommunicerade med handalfabetet. Alla flickor fick lära sig stava med händerna för att kunna tala med Bridgman. Så småningom genomfördes en operation som delvis återställde Sullivans synförmåga. Hon tog sedan examen i juni 1886, som valedictorian av sin klass, 20 år gammal.
1887 kom Sullivan till Alabama för att undervisa den då sjuåriga dövblinda Helen Keller, som på många sätt liknade Bridgman. Båda föddes som friska barn, men blev döva och blinda vid två års ålder till följd av sjukdom, och båda fick sin första undervisning när de var sju år.
Sullivan noterade att Keller var intelligent men också att hon var bortskämd och tyranniserade familjen med sina raseriutbrott. Sullivan bestraffade Keller hårt, men snart fick hon Kellers förtroende då hon insåg att Sullivan var hennes chans till kontakt med omvärlden. Sullivan använde samma metoder som Samuel Howe utvecklat: Keller fick röra vid någonting som hon kände till, till exempel en mugg, med sin ena hand och samtidigt stavade Sullivan föremålets namn i barnets andra hand. Keller förstod snabbt att handrörelserna som hon kände i sin hand var sakens namn, och det stora genombrottet – ögonblicket där hon förstod att allting har ett namn – kom med ordet "w-a-t-e-r".
Keller blev berömd för sin framgångs skull – men också omtyckt för sin älskvärdhet. Sullivan förblev illa omtyckt hela sitt liv.[källa behövs] Många tog illa upp och ansåg att hon ställde Samuel Howes framgång i skuggan. I Alabama ansågs det nästintill skandalöst att en ung kvinna arbetade i stället för att sköta ett hem. Sullivan gifte sig med litteraturkritikern John Macy, men äktenskapet blev olyckligt.
Sullivan bodde tillsammans med Keller till sin död.
Keller beskrev sitt liv i självbiografin The Story of My Life som inspirerade William Gibson till Broadway-pjäsen The Miracle Worker.

## Utmärkelser
Nedslagskratern Sullivan på planeten Venus är uppkallad efter henne.